# 鞍作福利
鞍作 福利（くらつくり の ふくり、生没年不詳）は、飛鳥時代の通事（通訳）である。姓は村主。
鞍作止利の子とする系図がある。
推古天皇15年（607年）に派遣された遣隋使に小野妹子の通事として随行し、翌年の遣隋使でも小野妹子に随行したが、その後日本へは帰国しなかったと伝えられている。